# Ochrosia silvatica
Ochrosia silvatica är en oleanderväxtart som beskrevs av Albert Ulrich Däniker. Ochrosia silvatica ingår i släktet Ochrosia och familjen oleanderväxter. Inga underarter finns listade i Catalogue of Life.